# Катић
Катић је српскохрватско презиме. Настало је од имена Ката са додатим наставком -ић.
Познати људи са овим именом су:
- Бранка Катић (1970), српска глумица
- Илија Катић (1945), српски фудбалер
- Јанко Катић (сп. 1804–1806), српски револуционар
- Милан Катић (1993), српски одбојкаш
- Рашко Катић (1980), српски кошаркаш
- Стана Катић (1978), канадска глумица српског порекла
- Тони Катић, хрватски кошаркаш